# Chūōkōron Shinsha
Chūōkōron-shinsha (株式会社中央公論新社, Kabushiki-gaisha Chūōkōron-shinsha) est une maison d'édition japonaise fondée en 1886, d'abord sous le nom de Kabushiki-gaisha Chūōkōron-sha (株式会社中央公論). En 1999, elle fut rachetée par le journal Yomiuri shinbun et prend alors le nom de Chūōkōron-shinsha.

## Profil
La société publie un grand nombre de matériels : romans, essais, mangas et plusieurs magazines, dont les revues littéraires Chūōkōron (中央公論) et Fujinkōron. L'entreprise organise également des prix littéraires à travers le Japon, dont le Prix Chūōkōron.
En 1961, à la suite de l'affaire Shimanaka, l'éditeur est à l'origine d'un tournant dans l'histoire de la liberté d'expression japonaise, notamment en annulant la sortie d'une publication concernant l'empereur du Japon.
Chūōkōron-shinsha publie la série The Sky Crawlers de Hiroshi Mori, adaptée en anime par le réalisateur Mamoru Oshii, ainsi que les mangas Gen d'Hiroshima de Keiji Nakazawa, Lupin III de Monkey Punch, Hensōkyoku de Keiko Takemiya, La Rose de Versailles de Riyoko Ikeda, Paros no Ken (ja) de Kaoru Kurimoto et Yumiko Igarashi, Violence Jack de Gō Nagai ou encore Waga na wa Nero de Yoshikazu Yasuhiko.